# Vietnamella
Vietnamella is een geslacht van haften (Ephemeroptera) uit de familie Vietnamellidae.

## Soorten
Het geslacht Vietnamella omvat de volgende soorten:
- Vietnamella dabieshanensis
- Vietnamella guadunensis
- Vietnamella ornata
- Vietnamella qingyuanensis
- Vietnamella sinensis
- Vietnamella thani